# Anke von Seck
Anke von Seck (nacida como Anke Nothnagel, Ciudad de Brandeburgo, RDA, 10 de septiembre de 1966) es una deportista alemana que compitió en piragüismo en la modalidad de aguas tranquilas. Hasta 1990 representaba a Alemania Oriental (RDA).
Participó en dos Juegos Olímpicos de Verano en los años 1988 y 1992, obteniendo un total de cuatro medallas, tres de oro y una de plata. Ganó diez medallas en el Campeonato Mundial de Piragüismo entre los años 1987 y 1991.

## Palmarés internacional
| Representando a la RDA   |                      |                  |           |
| Juegos Olímpicos         |                      |                  |           |
| Año                      | Lugar                | Medalla          | Evento    |
| 1988                     | Seúl (Corea del Sur) | Medalla de oro   | K2 500 m  |
| 1988                     | Seúl (Corea del Sur) | Medalla de oro   | K4 500 m  |
| Campeonato Mundial       |                      |                  |           |
| Año                      | Lugar                | Medalla          | Evento    |
| 1987                     | Duisburgo (RFA)      | Medalla de oro   | K2 500 m  |
| 1987                     | Duisburgo (RFA)      | Medalla de oro   | K4 500 m  |
| 1989                     | Plovdiv (Bulgaria)   | Medalla de oro   | K2 500 m  |
| 1989                     | Plovdiv (Bulgaria)   | Medalla de oro   | K4 500 m  |
| 1990                     | Poznań (Polonia)     | Medalla de oro   | K2 500 m  |
| 1990                     | Poznań (Polonia)     | Medalla de oro   | K2 5000 m |
| 1990                     | Poznań (Polonia)     | Medalla de oro   | K4 500 m  |
| Representando a Alemania |                      |                  |           |
| Juegos Olímpicos         |                      |                  |           |
| Año                      | Lugar                | Medalla          | Evento    |
| 1992                     | Barcelona (España)   | Medalla de oro   | K2 500 m  |
| 1992                     | Barcelona (España)   | Medalla de plata | K4 500 m  |
| Campeonato Mundial       |                      |                  |           |
| Año                      | Lugar                | Medalla          | Evento    |
| 1991                     | París (Francia)      | Medalla de oro   | K2 500 m  |
| 1991                     | París (Francia)      | Medalla de oro   | K2 5000 m |
| 1991                     | París (Francia)      | Medalla de oro   | K4 500 m  |